# 若葉区
若葉区（わかばく）は、千葉県千葉市を構成する行政区の一つ。縄文時代の大規模住居地区と自然環境が残る地区。市内最大の面積を有する。

## 概要
千葉市都市計画マスタープランによると、都賀駅周辺を重要地域拠点（副都心機能）、千城台駅周辺を地域拠点（生活拠点）としている。
区の市街地は都賀駅（JR東日本・千葉都市モノレール）を中心に形成されていて、区役所などの諸施設が集中している。区域は東西に大きく広がっている。
西へ行くほど市街化が進み、千城台、小倉台、みつわ台などの住宅団地が並ぶニュータウンを形成している。開発当時は公共交通機関がバスのみで、通勤通学に時間がかかっていたが、千葉都市モノレールの開業により、千城台駅、小倉台駅、みつわ台駅が完成し改善された。
東部は田園地帯が広がっており、千葉市によるいずみグリーンビレッジ構想地域となっている。

## 地理
千葉市の北東部に位置し、区の南部を都川が東西に流れ、西部には鹿島川が南北に流れている。両河川およびその支流に沿って、谷津（浅い谷地）が広がり、主に水田として利用されている。また、その周辺の台地は住宅団地、畑地、牧場などとして利用されている。
- 一級河川：鹿島川（利根川水系）
- 二級河川：都川（都川水系）

### 気候
気候は区全体が内陸に位置するため、冬は比較的気温が低く、連日氷点下の気温となるなど中央区のアメダス観測所とは気温が大きく異なる。夏はアメダスデーターよりもヒートアイランドの影響が低いため、日中は暑くなるが、夜間は熱帯夜となることが少なく、朝晩は過ごしやすい。

## 歴史
千葉市のうち、旧千葉郡都賀村の東半分、都村、千城村、泉町の区域から成る。戦後、都賀駅を中心に発展した地域に、東金街道沿いの旧泉町を編入したような形であり、両地域の生活圏は異なる。
区名は区の発足前から設置されていた「若葉総合支所」の名に公募での支持が集まったことにより決定したが、もともと区内に「若葉」という地名はなく、総合支所の設置自体が区役所への移行を前提にしたものであったため、事実上市による命名に近い形となった。
- 1889年（明治22年）4月1日 - 町村制の施行により区域内に以下の町村が発足する（いずれも千葉郡。現存しない地名は〈　〉で現在の地名を記した）。
  - 都賀村 ←西寺山村〈源町〉、殿台村、東寺山村、原村、高品村、●萩台村、●作草部村、●園生村、●小中台村、●宮野木村（●は現稲毛区）
  - 都村 ←貝塚村、加曽利村、川野辺新田〈若松町〉、●辺田村〈都町〉、●矢作村（●は現中央区）
  - 千城村 ←大宮村、小倉村、大草村、金親村、坂月村、●川戸村、●仁戸名村、●星久喜村（●は現中央区）
  - 白井村 ←野呂村、和泉村、中野村、川井村、佐和村、五十土村、高根村、北谷津村、多部田村
  - 更科村 ←上泉村、下泉村、谷当村、旦当村、下田村、大井戸村、古泉村、富田村、中田村
- 1937年（昭和12年）2月11日 - 都賀村、都村が千葉市に編入される。
- 1944年（昭和19年）2月11日 - 千城村が千葉市に編入される。
- 1955年（昭和30年）3月31日 - 白井村と更科村が合併し泉町が発足する。
- 1963年（昭和38年）4月10日 - 泉町が千葉市に編入される。
- 1989年（平成元年）4月3日 - 若葉総合支所（現若葉区役所）を設置。
- 1992年（平成4年）4月1日 - 千葉市の政令指定都市移行に伴い当区を設置。

## 人口
- 1995年　149,263
- 2000年　151,351
- 2005年　149,898
- 2010年　151,585
- 2015年　151,078

## 町名
若葉区では、一部の地域で住居表示に関する法律に基づく住居表示が実施されている。
| 町名           | 町名読み         | 住居表示実施年月日 | 住居表示実施直前町名                       | 備考 |
| -------------- | ---------------- | ------------------ | ------------------------------------------ | ---- |
| 大宮台一丁目   | おおみやだい     | 1967年4月1日       | 大宮町の一部                               |      |
| 大宮台二丁目   | おおみやだい     | 1967年4月1日       | 大宮町の一部                               |      |
| 大宮台三丁目   | おおみやだい     | 1967年4月1日       | 大宮町の一部                               |      |
| 大宮台四丁目   | おおみやだい     | 1967年4月1日       | 大宮町の一部                               |      |
| 大宮台五丁目   | おおみやだい     | 1967年4月1日       | 大宮町の一部                               |      |
| 大宮台六丁目   | おおみやだい     | 1967年4月1日       | 大宮町の一部                               |      |
| 大宮台七丁目   | おおみやだい     | 1967年4月1日       | 大宮町の一部                               |      |
| 小倉台一丁目   | おぐらだい       | 1967年4月1日       | 小倉町の一部                               |      |
| 小倉台二丁目   | おぐらだい       | 1967年4月1日       | 小倉町の一部                               |      |
| 小倉台三丁目   | おぐらだい       | 1967年4月1日       | 小倉町の一部                               |      |
| 小倉台四丁目   | おぐらだい       | 1967年4月1日       | 小倉町の一部                               |      |
| 小倉台五丁目   | おぐらだい       | 1967年4月1日       | 小倉町の一部                               |      |
| 小倉台六丁目   | おぐらだい       | 1967年4月1日       | 小倉町の一部                               |      |
| 小倉台七丁目   | おぐらだい       | 1967年4月1日       | 小倉町の一部                               |      |
| 御成台一丁目   | おなりだい       | 昭和期             |                                            |      |
| 御成台二丁目   | おなりだい       | 昭和期             |                                            |      |
| 御成台三丁目   | おなりだい       | 昭和期             |                                            |      |
| 御成台四丁目   | おなりだい       | 昭和期             |                                            |      |
| 桜木北一丁目   | さくらぎきた     | 2007年             |                                            |      |
| 桜木北二丁目   | さくらぎきた     | 2007年             |                                            |      |
| 桜木北三丁目   | さくらぎきた     | 2007年             |                                            |      |
| 桜木一丁目     | さくらぎ         | 1951年             |                                            |      |
| 桜木二丁目     | さくらぎ         | 1951年             |                                            |      |
| 桜木三丁目     | さくらぎ         | 1951年             |                                            |      |
| 桜木四丁目     | さくらぎ         | 1951年             |                                            |      |
| 桜木五丁目     | さくらぎ         | 1951年             |                                            |      |
| 桜木六丁目     | さくらぎ         | 1951年             |                                            |      |
| 桜木七丁目     | さくらぎ         | 1951年             |                                            |      |
| 桜木八丁目     | さくらぎ         | 1951年             |                                            |      |
| 千城台北一丁目 | ちしろだいきた   | 1969年             | 小倉町・坂月町・大草町・金親町の各一部     |      |
| 千城台北二丁目 | ちしろだいきた   | 1969年             | 小倉町・坂月町・大草町・金親町の各一部     |      |
| 千城台北三丁目 | ちしろだいきた   | 1969年             | 小倉町・坂月町・大草町・金親町の各一部     |      |
| 千城台北四丁目 | ちしろだいきた   | 1969年             | 小倉町・坂月町・大草町・金親町の各一部     |      |
| 千城台西一丁目 | ちしろだいにし   | 1972年             | 小倉町・大草町・坂月町・千城台北町の各一部 |      |
| 千城台西二丁目 | ちしろだいにし   | 1972年             | 小倉町・大草町・坂月町・千城台北町の各一部 |      |
| 千城台西三丁目 | ちしろだいにし   | 1972年             | 小倉町・大草町・坂月町・千城台北町の各一部 |      |
| 千城台東一丁目 | ちしろだいひがし | 1971年             | 千城台東町、金親町・大草町の各一部         |      |
| 千城台東二丁目 | ちしろだいひがし | 1971年             | 千城台東町、金親町・大草町の各一部         |      |
| 千城台東三丁目 | ちしろだいひがし | 1971年             | 千城台東町、金親町・大草町の各一部         |      |
| 千城台東四丁目 | ちしろだいひがし | 1971年             | 千城台東町、金親町・大草町の各一部         |      |
| 千城台南一丁目 | ちしろだいみなみ | 1970年             | 大草町・坂月町の各一部                     |      |
| 千城台南二丁目 | ちしろだいみなみ | 1970年             | 大草町・坂月町の各一部                     |      |
| 千城台南三丁目 | ちしろだいみなみ | 1970年             | 大草町・坂月町の各一部                     |      |
| 千城台南四丁目 | ちしろだいみなみ | 1970年             | 大草町・坂月町の各一部                     |      |
| 都賀の台一丁目 | つがのだい       | 1974年             | 原町・源町・高品町の各一部                 |      |
| 都賀の台二丁目 | つがのだい       | 1974年             | 原町・源町・高品町の各一部                 |      |
| 都賀の台三丁目 | つがのだい       | 1974年             | 原町・源町・高品町の各一部                 |      |
| 都賀の台四丁目 | つがのだい       | 1974年             | 原町・源町・高品町の各一部                 |      |
| 都賀一丁目     | つが             | 1969年             | 東旭ヶ丘町・貝塚町・高品町・原町の各一部   |      |
| 都賀二丁目     | つが             | 1969年             | 東旭ヶ丘町・貝塚町・高品町・原町の各一部   |      |
| 都賀三丁目     | つが             | 1969年             | 東旭ヶ丘町・貝塚町・高品町・原町の各一部   |      |
| 都賀四丁目     | つが             | 1969年             | 東旭ヶ丘町・貝塚町・高品町・原町の各一部   |      |
| 西都賀一丁目   | にしつが         | 1974年             | 原町・高品町・貝塚町・若松町の各一部       |      |
| 西都賀二丁目   | にしつが         | 1974年             | 原町・高品町・貝塚町・若松町の各一部       |      |
| 西都賀三丁目   | にしつが         | 1974年             | 原町・高品町・貝塚町・若松町の各一部       |      |
| 西都賀四丁目   | にしつが         | 1974年             | 原町・高品町・貝塚町・若松町の各一部       |      |
| みつわ台一丁目 | みつわだい       | 1974年             | 東寺山町・殿台町・源町・原町の各一部       |      |
| みつわ台二丁目 | みつわだい       | 1974年             | 東寺山町・殿台町・源町・原町の各一部       |      |
| みつわ台三丁目 | みつわだい       | 1974年             | 東寺山町・殿台町・源町・原町の各一部       |      |
| みつわ台四丁目 | みつわだい       | 1974年             | 東寺山町・殿台町・源町・原町の各一部       |      |
| 若松台一丁目   | わかまつだい     | 昭和期             |                                            |      |
| 若松台二丁目   | わかまつだい     | 昭和期             |                                            |      |
| 若松台三丁目   | わかまつだい     | 昭和期             |                                            |      |

## 行政

### 役所
- 若葉区役所

### 行政機関

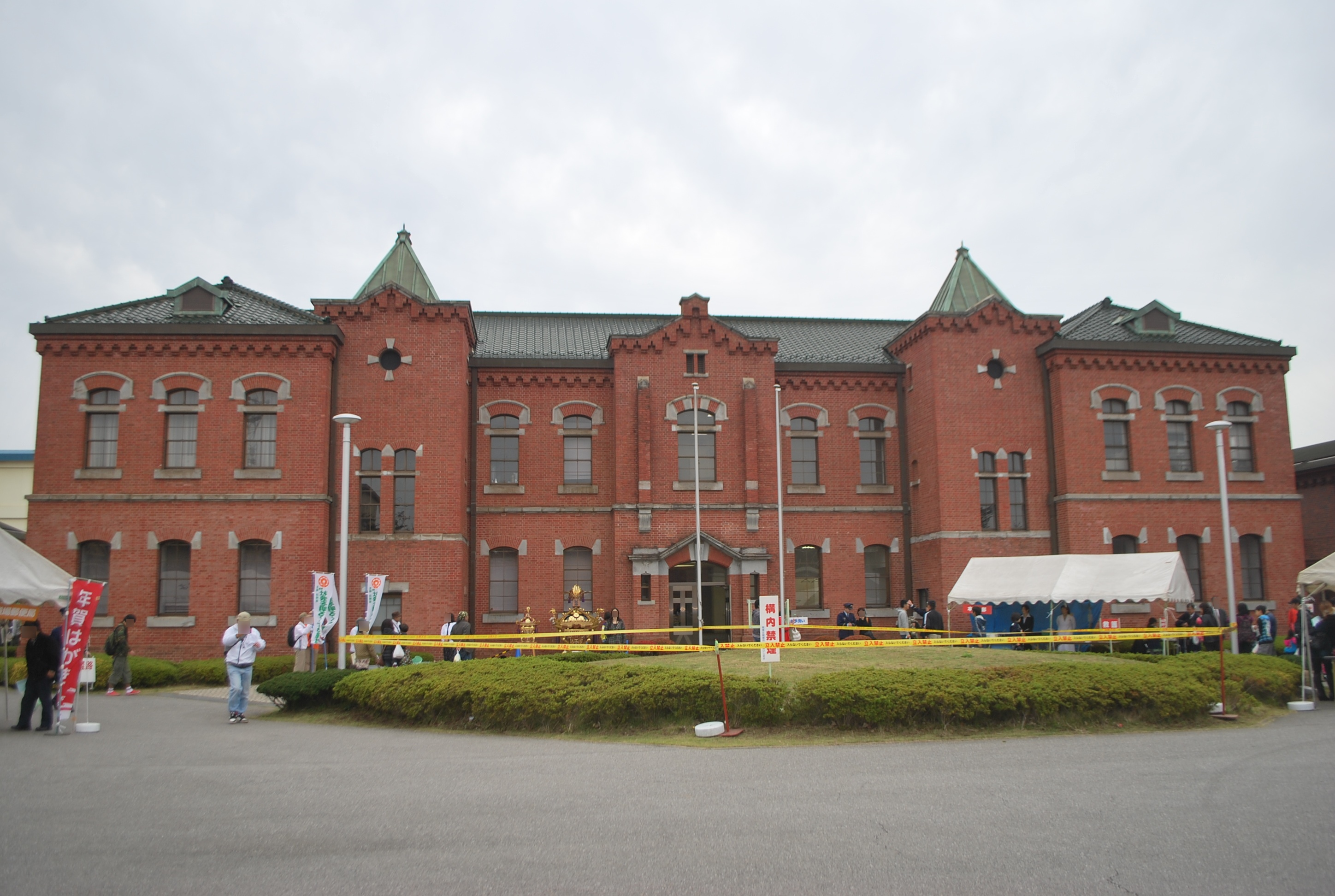
千葉刑務所本館

- 法務省
  - 千葉刑務所
  - 千葉地方法務局千葉東出張所
- 防衛省
  - 陸上自衛隊下志津駐屯地
  - 陸上自衛隊高射学校

### 警察・消防
- 千葉東警察署

- 大宮交番
- 小倉交番
- 桜木交番
- 千城台交番
- 都賀交番
- みつわ台交番

- 若松交番
- 坂月駐在所
- 中田駐在所
- 中野駐在所
- 野呂駐在所

- 千葉県自動車練習所
- 千葉市若葉消防署

- 桜木出張所
- 大宮出張所
- 都賀出張所

- 泉出張所
- 殿台出張所

## 経済

### 商業

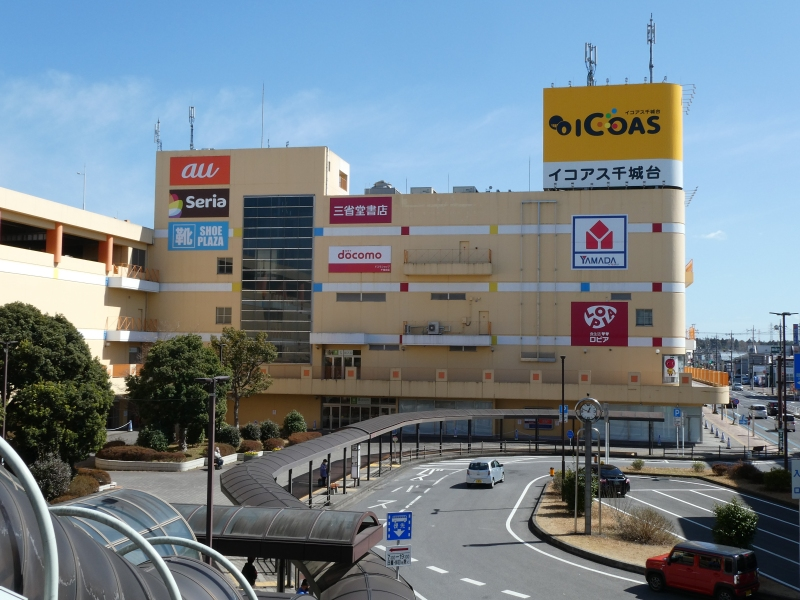
イコアス千城台

#### 本社・本店を置く企業
- オーエックスエンジニアリング
- ケーヨー（東証1部）
- 千葉みらい観光バス
- 都一

#### 大型商業施設
- イコアス千城台

## 地域

### 住宅団地
- みつわ台団地
- 千城台団地
- 高根団地
- 大宮団地
- 市営桜木町団地
- 県営東寺山住宅

### 施設
- 千城台市民センター
- 泉市民センター
- 大宮台連絡所
- 都賀コミュニティセンター
- 千城台コミュニティセンター
- 千城台公民館
- 更科公民館

- 加曽利公民館
- 大宮公民館
- みつわ台公民館
- 若松公民館
- 白井公民館
- 桜木公民館

### 郵便
- 千葉千城台東郵便局（〒264-0002）
- 千葉小倉台郵便局（〒264-0006）
- 千葉千城台郵便局（〒264-0004）
- 千葉大宮郵便局（〒264-0015）
- 千葉千城郵便局（〒264-0016）

- 千葉加曽利郵便局（〒264-0017）
- 都賀駅前郵便局（〒264-0025）
- 千葉西都賀郵便局（〒264-0026）
- 千葉桜木郵便局（〒264-0028）
- 千葉みつわ台郵便局（〒264-0032）

- 千葉東寺山郵便局（〒264-0035）
- 野呂郵便局（〒265-0053）
- 千葉高根郵便局（〒265-0061）
- 更科郵便局（〒265-0073）

※当区の集配を担当する若葉郵便局は中央区にある。（〒264-8799）

### 医療

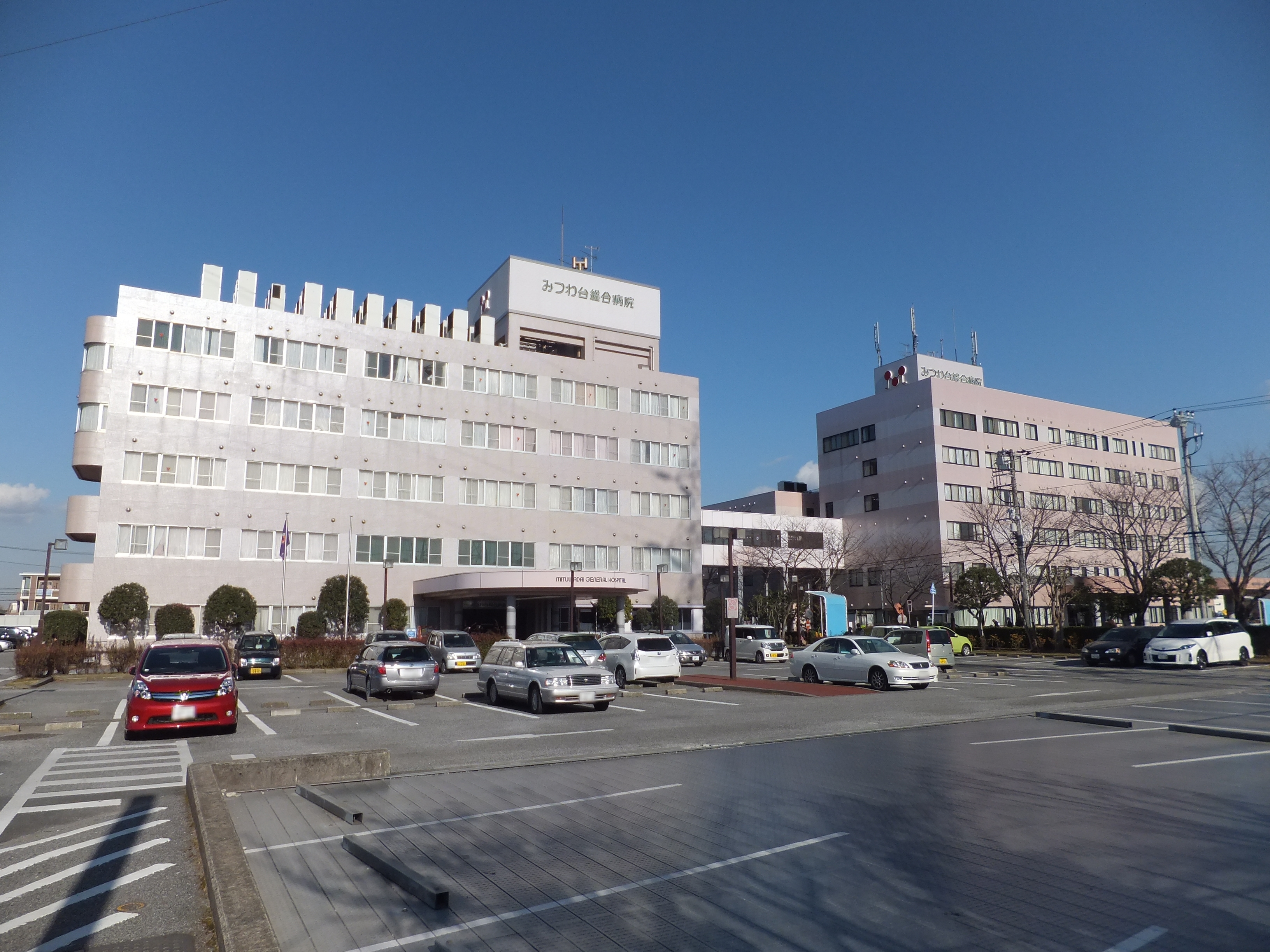
みつわ台総合病院（緊急指定病院）

千葉市は、1市で1つの二次医療圏（千葉保健医療圏）を構成する。三次医療圏は千葉県医療圏（管轄区域：千葉県全域）。
医療提供施設は特筆性の高いもののみを記載する。
- 区内の緊急指定病院
  - 泉中央病院
  - 千葉中央メディカルセンター
  - みつわ台総合病院
- 区内の医療機関
  - 篠﨑病院
  - 総泉病院
  - 千葉市桜木園

### 教育

#### 大学
- 東京情報大学
- 植草学園大学

#### 短期大学
- 植草学園短期大学

#### 高等学校
- 県立
  - 千葉県立千城台高等学校
  - 千葉県立泉高等学校
  - 千葉県立千葉大宮高等学校
  - 千葉県立若松高等学校
- 私立
  - 桜林高等学校

#### 中学校
- 千葉市立大宮中学校
- 千葉市立貝塚中学校
- 千葉市立加曽利中学校
- 千葉市立更科中学校
- 千葉市立山王中学校
- 千葉市立白井中学校
- 千葉市立千城台西中学校
- 千葉市立千城台南中学校
- 千葉市立みつわ台中学校
- 千葉市立若松中学校

#### 小学校
| - 千葉市立大宮小学校 - 千葉市立大宮台小学校 - 千葉市立小倉小学校 - 千葉市立北貝塚小学校 - 千葉市立坂月小学校 - 千葉市立桜木小学校 - 千葉市立更科小学校 - 千葉市立更科小学校富田分校 - 千葉市立白井小学校 - 千葉市立千城小学校 - 千葉市立千城台旭小学校 | - 千葉市立千城台東小学校 - 千葉市立千城台南小学校 - 千葉市立千城台わかば小学校 - 千葉市立都賀の台小学校 - 千葉市立みつわ台北小学校 - 千葉市立みつわ台南小学校 - 千葉市立源小学校 - 千葉市立若松小学校 - 千葉市立若松台小学校 |

#### 特別支援学校
- 千葉県立桜が丘特別支援学校
- 千葉市立養護学校

## 交通

### 鉄道路線
東日本旅客鉄道（JR東日本）
- ■ 総武本線
  - - 都賀駅 -
- ■ 成田線
  - - 都賀駅 -
  - ※千葉駅 - 佐倉駅間は総武本線に直通運転

千葉都市モノレール
- 2号線
  - - 動物公園駅 - みつわ台駅 - 都賀駅 - 桜木駅 - 小倉台駅 - 千城台北駅 - 千城台駅

### バス路線
- 京成バス
- 京成バス千葉イースト
- 平和交通

#### 高速バス
- マイタウン・ダイレクトバス
  - 千城台駅、千城台北駅 - 東京駅（京成バス）
- 空港リムジンバス
  - 都賀駅、みつわ台駅 - 羽田空港（京成バス千葉イースト、東京空港交通）

### 道路
有料道路
- 京葉道路
  - - 穴川IC[注釈 1] - 貝塚IC - 貝塚トンネル -
- 千葉東金道路
  - - 大宮IC - 高田IC（緑区） - 野呂PA - 中野IC -

一般国道
- 国道16号
- 国道126号
- 国道51号

主要地方道
- 千葉県道53号千葉川上八街線
- 千葉県道64号千葉臼井印西線
- 千葉県道66号浜野四街道長沼線（浜野四街道長沼バイパス）

一般県道
- 千葉県道129号誉田停車場中野線
- 千葉県道131号土気停車場千葉中線
- 千葉県道289号岩富山田台線

## 名所・旧跡・観光スポット・祭事・催事

### 名所・旧跡・観光スポット
- 大宮神社
- 栄福寺
- 真光寺
- 妙興寺
- 荒屋敷貝塚

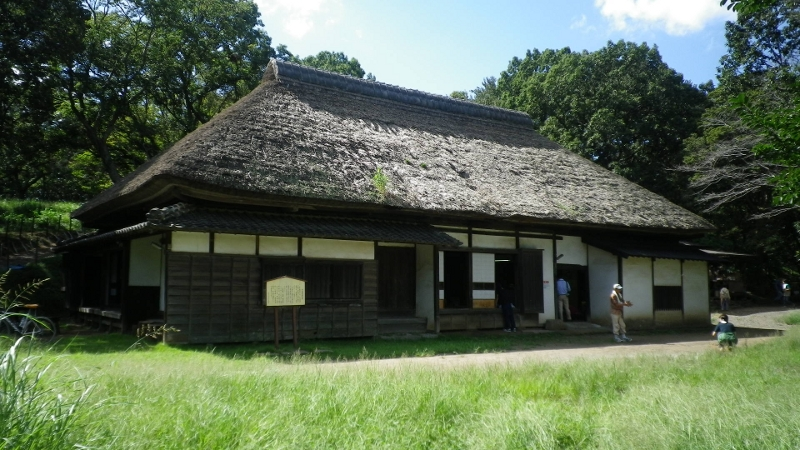
旧大須賀家住宅（代官屋敷）

- 加曽利貝塚 - 中央区との境界に近い桜木にあり、千葉市立加曽利貝塚博物館や移築された旧大須賀家住宅（代官屋敷）がある。
- 城ノ腰城跡
- 城山城跡
- 高品城跡
- 中野城跡
- 旧大須賀家住宅

区内には豊富な自然を生かした公園が多く整備され、市民の憩いの場となっている。

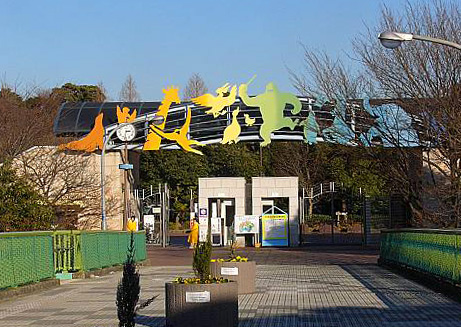
千葉市動物公園

- 千葉市動物公園 - 稲毛区との境界に近い区の西端にあり、モノレールによって区内の住宅地や千葉駅と結ばれている。市内の小学生が訪れる遠足スポットとなっている。
- 泉自然公園 - 区の東南部の野呂町にある。大規模風致公園であり、平和公園とサイクリングロードで結ばれている。
- 加曽利貝塚公園
- 中田スポーツセンター球技場
- ゴルフ場
  - 袖ヶ浦カンツリークラブ - 大会開催実績：ニチレイレディス

### 祭事・催事
- 若葉区民まつり[4]
- 若葉区花づくり教室[5]

## 出身著名人
- 桝太一 - 元日本テレビアナウンサー（2006年 - 2022年）→同志社大学ハリス理化学研究所助教（2022年 - ）
- 石井一久 - 元プロ野球選手（2014年4月より吉本興業契約職員）、楽天イーグルスGM兼任監督
- 浅間敬太 - 元プロ野球選手
- 澤﨑俊和 - 元プロ野球選手
- 若三梅雅裕 - 元大相撲力士
- 忍成修吾 - 俳優
- 上福元直人 - プロサッカー選手
- 加藤弘堅 - サッカー選手
- 守田達弥 - プロサッカー選手
- 秋葉忠宏 - 元サッカー選手

## 若葉区を舞台・ロケ地とした作品
- 千葉市、若葉区、6時30分。（Plastic Tree） - オリジナルアルバム「トロイメライ」収録曲。オリコンチャート最高順位は週間39位。校歌や地域住民のプロジェクト等ではない。